# François Hesnault
Pour les articles homonymes, voir Hesnault.
Pas d'image ? Cliquez ici
François Hesnault, né le 30 décembre 1956 à Neuilly-sur-Seine, est un ancien pilote automobile français. Après avoir fait ses débuts en Formule 1 le 25 mars 1984, il a participé à 19 Grand Prix sans marquer aucun point au championnat du monde.
Après une première saison encourageante avec Ligier, il est embauché pour être le coéquipier de Nelson Piquet chez Brabham mais à la suite d'un effrayant accident en essai, la collaboration avec l’équipe se termine après quatre courses. Il fait son retour pour disputer une épreuve avec Renault lors du Grand Prix d'Allemagne, sur une voiture équipée d'un prototype de caméra embarquée, ce qui constitue une première en Grand Prix. Il abandonne cependant au huitième tour à cause d'une casse d'embrayage. C'est également la dernière course dans laquelle une même équipe inscrit trois voitures.

## Résultats en championnat du monde de Formule 1
| Saison | Ecurie                                           | Châssis   | Moteur                                | Pneus            | GP disputés | Points inscrits | Classement |
| ------ | ------------------------------------------------ | --------- | ------------------------------------- | ---------------- | ----------- | --------------- | ---------- |
| 1984   | Ligier Loto                                      | JS23      | Renault V6 turbo                      | Michelin         | 15          | 0               | n.c        |
| 1985   | Motor Racing Developments Ltd Équipe Renault Elf | BT54 RE60 | BMW 4 en ligne turbo Renault V6 turbo | Pirelli Goodyear | 4           | 0               | n.c.       |

## Résultats aux 24 heures du Mans
| Année | Châssis       | Écurie                                  | Coéquipiers                   | Classement |
| ----- | ------------- | --------------------------------------- | ----------------------------- | ---------- |
| 1982  | Porsche 935   | Clauda Haldi                            | Claude Haldi Rodrigo Teran    | Abandon    |
| 1983  | Lancia LC1/82 | École Supérieure de Tourisme Chardonnet | Bernard Salam Thierry Perrier | non classé |